# نهر ميلارو
نهر ميلارو هو رافد لنهر موترو في رومانيا.